# Drago Malefoy
Pour les articles homonymes, voir Drago.
Drago Lucius Malefoy (Draco Malfoy en anglais) est un des personnages principaux de la série littéraire Harry Potter écrite par l'écrivain J. K. Rowling.
Le personnage est interprété par Tom Felton au cinéma et par Alex Price dans la pièce de théâtre Harry Potter et l'Enfant maudit.

## Histoire

### Série originelle

#### Ennemi de Harry Potter
Drago Malefoy, né le 5 juin 1980, est le fils unique de Lucius Malefoy et de Narcissa Malefoy — née Black — et unique héritier de la famille Malefoy. Il est donc le petit cousin de Sirius Black, et le cousin de Nymphadora Tonks. Il est régulièrement accompagné de Vincent Crabbe, Gregory Goyle, Pansy Parkinson et Blaise Zabini. Hors des périodes scolaires, il vit en compagnie de ses parents dans le manoir familial, situé dans le Wiltshire.
Drago Malefoy est le premier élève que rencontre Harry Potter (chez Madame Guipure, au chemin de Traverse), avant même sa première rentrée. 
Il est à noter que dans l'adaptation cinématographique du 1er tome, intitulée Harry Potter à l'école des sorciers ( sortie en 2001), Drago Malefoy n'est pas le premier élève que Harry rencontre. En effet, cet évènement se passe à Poudlard, l'école de magie, pendant que les nouveaux admis attendent la cérémonie du Choixpeau magique. La rencontre est tendue puisque le blond s'en prend à Ron Weasley, un élève roux que Harry semble déjà apprécier. 
À Poudlard, le garçon est envoyé dans la maison Serpentard. Il devient l'ennemi de Harry Potter et son premier « rival », par jalousie vis-à-vis de sa célébrité et de ses talents au Quidditch. Malefoy n'a pas davantage de sympathie envers Hermione Granger (qu'il traite régulièrement de « Sang-de-Bourbe » à partir de leur deuxième année) et Ronald Weasley, issu d'une famille pauvre et considérée comme « traître à son Sang » car aimant et protégeant les Moldus. Les Weasley étant, de surcroît, très proches de Harry.
Il dénonce Harry et Hermione lorsque ces derniers emmènent Norbert, le dragon du garde-chasse Hagrid, en haut d'une tour du château en pleine nuit. Il obtient, à la suite de cet événement, une retenue infligée par le professeur McGonagall pour être sorti lui aussi à une heure tardive.
Drago devient attrapeur de l'équipe de Quidditch de Serpentard à partir du deuxième tome, à la suite d'un don généreux de son père qui a offert des balais Nimbus 2001 à toute l'équipe. La même année, il est soupçonné par le trio principal d'être l'héritier de Serpentard. Grâce au polynectar préparé par Hermione, permettant à Harry et à Ron de prendre temporairement l'apparence de Crabbe et Goyle, Drago est piégé et interrogé à propos de la Chambre des secrets. Le professeur Lockhart décide, avec l'accord du professeur Dumbledore, d'ouvrir un club de duel afin de former les élèves à l'utilisation de sortilèges défensifs. En étant confronté à Harry Potter, Drago constate que son ennemi est un Fourchelang, tout comme Voldemort.
En troisième année, un hippogriffe lui lacère légèrement le bras, de par son comportement insultant envers la créature. Il utilise cet incident comme prétexte pour apitoyer les autres Serpentard sur son sort. Cet incident lui permet aussi d'intenter un procès contre Hagrid, devenu professeur de soins aux créatures magiques, qu'il dénigre depuis sa première année.
En cinquième année, il devient préfet de Serpentard et fait partie de la Brigade Inquisitoriale instaurée par Dolores Ombrage.

#### La mission du Seigneur des ténèbres
Au cours de l'été qui précède la sixième année de Drago à Poudlard, Voldemort appose la marque des Ténèbres sur son bras et lui confie la mission de tuer Dumbledore. Cette mission est vécue comme une torture pour ses parents, punis après les événements au Ministère de la Magie au mois de juin 1996 au cours desquels Lucius Malefoy et les autres Mangemorts furent incapables de ramener à leur maître la prophétie qu'il convoitait. Voldemort suppose effectivement que Drago échouera et le menace de le tuer. Bien que cette mission soit une chance de réhabiliter sa famille aux yeux de Voldemort (en cas d'un succès peu probable), Drago a beaucoup de difficultés à s'y résoudre et échafaude de nombreuses stratégies : le collier ensorcelé supposé parvenir au directeur, la bouteille d'hydromel empoisonnée que Slughorn aurait dû offrir à Dumbledore pour Noël. Sous la pression, Drago se réfugie régulièrement dans les toilettes de Mimi Geignarde. Il raconte ses problèmes et pleure plusieurs fois devant le fantôme qui hante les toilettes. Il est surpris par Harry Potter. Il s'ensuit un combat entre les deux garçons, à l'issue duquel Drago est blessé par le sortilège Sectumsempra. Severus Rogue vient les retrouver et intervient pour sauver Drago.
Le lecteur découvre également que Drago a des prédispositions à l'occlumancie, fermant son esprit à Rogue lui-même ; il a appris cela de sa tante Bellatrix Lestrange.
Par l'idée ingénieuse de deux « armoires à disparaître » (l'une dans la Salle sur Demande de Poudlard et l'autre dans le magasin Barjow & Beurk), Drago parvient à faire pénétrer les Mangemorts dans l'école. Cependant, faisant face à Dumbledore, avec qui il s'entretient quelques minutes, il renonce et abaisse sa baguette. Il contraint Severus Rogue à tenir la promesse faite à Narcissa Malefoy sous le serment inviolable : accomplir sa tâche dans le cas où il échouerait. Rogue tue ainsi Dumbledore et prend la fuite avec Drago, échappant aux membres de l'Ordre du Phénix. Dans le tome sept, le lecteur apprend cependant la véritable allégeance de Rogue et le fait que Dumbledore était au courant de la mission de Drago. Le directeur souhaitait lui-même que Rogue le tue, afin d'empêcher Drago, encore jeune, de commettre un meurtre.

#### Disgrâce
L'orgueil de Drago et de son père paraît singulièrement rabattu au cours du dernier roman : en semi-disgrâce auprès de Voldemort, apeurés, ils n'ont plus guère de rôle actif et montrent moins de zèle à soutenir le Seigneur des Ténèbres. Lorsque les Mangemorts capturent Harry, Ron et Hermione et les amènent au manoir Malefoy – dont leur maître a fait son quartier général –, Drago prétend ne pas être certain de les reconnaître.
Drago est pourtant rappelé par Voldemort pour la Bataille de Poudlard et se charge de faire obstacle à Harry lorsque celui-ci recherche un horcruxe dans la Salle sur Demande. Il n'est cependant pas agressif envers Harry, et cherche même à empêcher ses deux acolytes de le tuer. C'est d'ailleurs à ce moment que Crabbe se révolte et refuse d'obéir à Malefoy, libérant du Feudeymon. Harry sauve la vie de Drago et de Goyle, Crabbe étant perdu. Malefoy va tenter de se remettre du côté des Mangemorts, mais le Mangemort qu'il implore ne le croit pas. Harry va donc lui sauver la vie une deuxième fois. Par ailleurs, quand Harry Potter se rend à Voldemort pour qu'il le tue dans la forêt interdite, et que ce dernier ne fait que détruire l'horcruxe qu'il avait involontairement placé dans le jeune homme, Narcissa Malefoy, à qui le seigneur des ténèbres a demandé de vérifier qu'il était bien mort, choisit de lui mentir. Constatant que Harry, à terre, est bien vivant, elle lui demande simplement de lui signifier si Drago est encore en vie. Harry répond par l'affirmative et Narcissa annonce son décès à Voldemort.
Drago et ses parents assistent en spectateurs muets à la victoire finale contre Voldemort et aux réjouissances qui s'ensuivent dans le grand hall de Poudlard. Ils ne semblent plus songer qu'à leurs retrouvailles et se serrent les uns contre les autres, dans un coin de la salle.

#### Après la bataille de Poudlard (épilogue)
Drago Malefoy est présent 19 ans plus tard sur le quai de King's Cross au départ du Poudlard Express, avec son fils Scorpius Hyperion (né en 2006) et sa femme, que l'auteur a révélé dans une interview ultérieure être Astoria Greengrass (la plus jeune fille de la famille Greengrass, née en 1982). Le signe de tête bref qu'il adresse de loin à Harry laisse soupçonner, sinon une amitié, du moins une relation correcte entre les deux anciens ennemis.

### Pièce de théâtre
Dans Harry Potter et l'Enfant maudit, une rumeur dit qu'avec un retourneur de temps, Bellatrix Lestrange aurait donné un fils à Voldemort : Scorpius Malefoy. Pour faire cesser ce bruit, qui perturbe son fils, Drago demande à Harry Potter d'affirmer que le ministère de la Magie a détruit tous les retourneurs de temps. Mais Harry refuse (un retourneur de temps est dans le bureau d'Hermione Granger) et cela conduit à un conflit qui s’aggrave lorsqu'Hermione, ministre de la magie, demande publiquement aux ex-mangemorts s'ils ont des renseignements sur une activité nouvelle de Voldemort. La disparition commune de Scorpius et d'Albus Potter (échappés de Poudlard) oppose puis réconcilie les deux hommes qui recherchent ensemble la fille de Voldemort, nommée Delphini, se faisant passer pour la nièce d'Amos Diggory.

## Caractéristiques
Il ressemble beaucoup à son père, aussi bien physiquement que mentalement. Il est très prétentieux et se moque de toute personne n'étant pas de son avis ou de sa condition. Il est convaincu de la supériorité des sorciers de Sang-Pur et voue une grande admiration à son père. Il respecte énormément les préceptes que lui a inculqués sa famille, soit entre autres, le mépris envers les personnes de « Sang-Mêlé », d'ascendance « Moldue », ou n'ayant pas de pouvoirs magiques. Son père avait envisagé de l'envoyer à Durmstrang, mais sa mère a insisté pour qu'il aille à Poudlard parce qu'elle voulait être près de son fils.
Drago Malefoy a la peau pâle et des yeux gris clair. Ses cheveux courts et d'un blond très clair (presque blancs) et son nez en pointe sont caractéristiques de la lignée des Malefoy. Son visage possède des traits fins et très aristocrates. Il affiche souvent un petit sourire malsain et figé.

## Famille
Le plus lointain ancêtre connu de la famille Malefoy est Armand Malefoy, sorcier français arrivé en Angleterre avec Guillaume II, qui lui offrit des terres dans le Wiltshire (où se trouve le Manoir Malefoy) en échange de services rendus.
Drago est également un descendant de Brutus Malefoy, le rédacteur du Sorcier en Guerre, un journal anti-Moldus, ce qui démontre bien que l'idéologie de suprématie du Sang Pur est dans la famille Malefoy depuis des siècles. Il est le petit-fils d'Abraxas Malefoy, décédé de la dragoncelle (maladie fictive propre à l'univers de Harry Potter).
|  |  |  |  |  |  |                                |                                | Brutus Malefoy                 |                                |                                |                                |                |                |               |               |               |               |               |               |                            |                            |                            |                            |                            |                            |
|  |  |  |  |  |  |                                |                                |                                |                                |                                |                                |                |                |               |               |               |               |               |               |                            |                            |                            |                            |                            |                            |
|  |  |  |  |  |  |                                |                                | Abraxas Malefoy                |                                |                                |                                |                |                |               |               |               |               |               |               |                            |                            |                            |                            |                            |                            |
|  |  |  |  |  |  |                                |                                |                                |                                |                                |                                |                |                |               |               |               |               |               |               |                            |                            |                            |                            |                            |                            |
|  |  |  |  |  |  |                                |                                | Lucius Malefoy                 | Lucius Malefoy                 | Lucius Malefoy                 | Lucius Malefoy                 | Lucius Malefoy | Lucius Malefoy |               |               |               |               |               |               | Narcissa Malefoy née Black | Narcissa Malefoy née Black | Narcissa Malefoy née Black | Narcissa Malefoy née Black | Narcissa Malefoy née Black | Narcissa Malefoy née Black |
|  |  |  |  |  |  |                                |                                | Lucius Malefoy                 | Lucius Malefoy                 | Lucius Malefoy                 | Lucius Malefoy                 | Lucius Malefoy | Lucius Malefoy |               |               |               |               |               |               | Narcissa Malefoy née Black | Narcissa Malefoy née Black | Narcissa Malefoy née Black | Narcissa Malefoy née Black | Narcissa Malefoy née Black | Narcissa Malefoy née Black |
|  |  |  |  |  |  |                                |                                |                                |                                |                                |                                |                |                |               |               |               |               |               |               |                            |                            |                            |                            |                            |                            |
|  |  |  |  |  |  | Astoria Malefoy née Greengrass | Astoria Malefoy née Greengrass | Astoria Malefoy née Greengrass | Astoria Malefoy née Greengrass | Astoria Malefoy née Greengrass | Astoria Malefoy née Greengrass |                |                | Drago Malefoy | Drago Malefoy | Drago Malefoy | Drago Malefoy | Drago Malefoy | Drago Malefoy |                            |                            |                            |                            |                            |                            |
|  |  |  |  |  |  | Astoria Malefoy née Greengrass | Astoria Malefoy née Greengrass | Astoria Malefoy née Greengrass | Astoria Malefoy née Greengrass | Astoria Malefoy née Greengrass | Astoria Malefoy née Greengrass |                |                | Drago Malefoy | Drago Malefoy | Drago Malefoy | Drago Malefoy | Drago Malefoy | Drago Malefoy |                            |                            |                            |                            |                            |                            |
|  |  |  |  |  |  |                                |                                |                                |                                |                                |                                |                |                |               |               |               |               |               |               |                            |                            |                            |                            |                            |                            |
|  |  |  |  |  |  |                                |                                |                                |                                | Scorpius Malefoy               |                                |                |                |               |               |               |               |               |               |                            |                            |                            |                            |                            |                            |

## Étymologie
Le nom « Malefoy » (« Malfoy » dans la version originale en anglais) vient de l'ancien français « mal foy » qui signifie « mauvaise foi ». J.K. Rowling avait, lors de ses brouillons pour le premier tome, envisagé trois autres noms de famille : Smart, Spinks et Spungen.
Le prénom « Drago » (« Draco » dans la version originale en anglais) vient du latin « draco » qui signifie « dragon » ou « grand serpent ». Il est aussi possible que ce prénom fasse référence à Dracon, un tyrannique législateur athénien du VIIe siècle av. J-C, ou à l’un des chiens de chasse d’Actéon, qui tuèrent leur propre maître. Il est probable que ce prénom ait un rapport avec la constellation du Dragon, étant donné la propension de la famille de sa mère, la famille Black, à donner aux enfants des noms d'étoiles ou de constellations,.

## Analyse
Même si le lecteur connaît l'attachement de la famille Malefoy pour la pureté du sang ou l'admiration que Drago Malefoy porte à l'égard de son père dès le début de l'histoire, sa personnalité se montre au fil des romans un peu plus complexe et il semble éprouver des hésitations. Le garçon n'a jamais été naturellement mauvais, comme le souligne J.K.Rowling sur le site Pottermore. En effet, son père lui a toujours fait peur et est même son Épouvantard. Il est donc soumis par sa famille et jaloux de Harry Potter. Le garçon choisit de se démarquer et de se laisser convaincre par l'influence de son père. Mais à la fin de Harry Potter et les Reliques de la Mort, il s'enfuit avec sa mère et renonce à son avenir de Mangemort.

## Adaptations

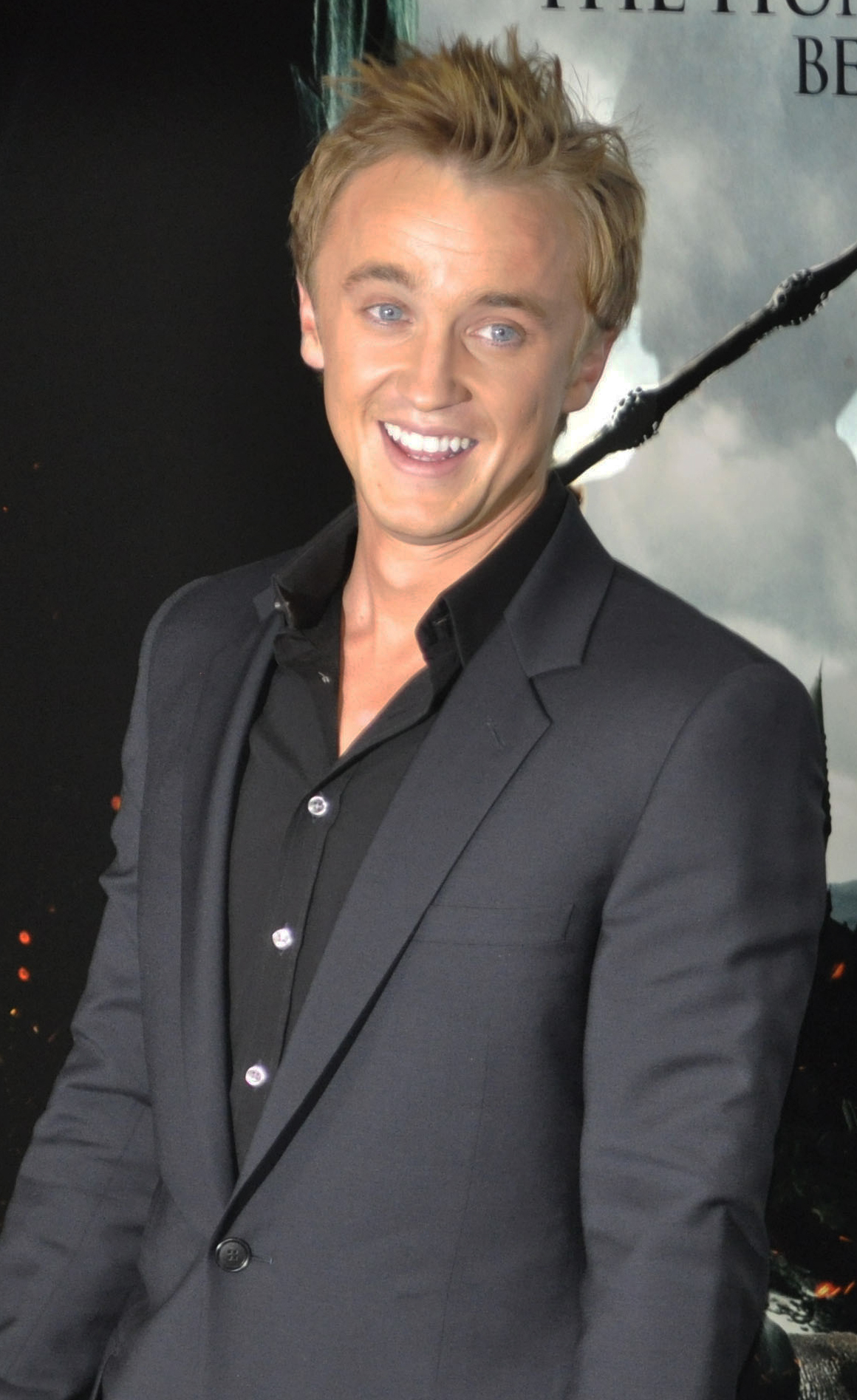
Tom Felton, interprète de Drago Malefoy dans les films Harry Potter.

Drago Malefoy est interprété par l'acteur Tom Felton. Ce dernier s'est fait teindre les cheveux en blond pour les films.

### Au cinéma
- Harry Potter à l'école des sorciers (Chris Columbus, 2001) avec Tom Felton
- Harry Potter et la Chambre des secrets (Chris Columbus, 2002) avec Tom Felton
- Harry Potter et le Prisonnier d'Azkaban (Alfonso Cuarón, 2004) avec Tom Felton
- Harry Potter et la Coupe de feu (Mike Newell, 2005) avec Tom Felton
- Harry Potter et l'Ordre du Phénix (David Yates, 2007) avec Tom Felton
- Harry Potter et le Prince de Sang Mêlé (David Yates, 2009) avec Tom Felton
- Harry Potter et les Reliques de la Mort (partie 1) et partie 2 (David Yates, première partie 2010, seconde partie 2011) avec Tom Felton

### Au théâtre
- Harry Potter et l'Enfant maudit (John Tiffany, 2016) avec Alex Price, Tom Felton.

### À la télévision
- Harry Potter, avec Lox Pratt